# 趙承謙
趙承謙（1487年—1568年），字德光，号益斋。直隸蘇州府常熟縣籍江阴县人，明朝政治人物。

## 生平
四十二歲舉嘉靖七年（1528年）戊子科應天府鄉試第二十一名，嘉靖十七年（1538年）戊戌科三甲第七十四名進士。授赣州府推官，為政廉洁。二十一年擢南京吏部文选司主事，久之，稍迁验封司、稽勋司郎中。二十八年官至广东布政使司左参议，三十二年致仕。卒年八十二。

## 家族
曾祖趙孟昭；祖父趙實；父趙玭，以子貴贈南京吏部郎中。母顧氏。永感下。兄趙松（府经历）。
子趙用賢，官至吏部侍郎。孫趙隆美，歷官刑部郎中。曾孫趙士春、趙士錦，皆進士。